# Икона Божией Матери Богоматерь чудес
Икона Божией Матери Богоматерь чудес — список с чудотворной иконы Богородицы, по преданию написанной самим святым апостолом и евангелистом Лукой. Икона находилась в храме «Ara Coeli» (с лат. — «Жертвенник Небесный») в Риме. Икона «Богоматерь чудес» прислана с Востока Константинопольским патриархом святым Германом римскому папе Григорию II в VIII веке с целью сохранения её от иконоборцев.
В настоящее время икона «Богоматерь чудес» находится в соборе святого Румольда в городе Мехелене, Бельгия.